# Tekella
Genre
Tekella est un genre d'araignées aranéomorphes de la famille des Cyatholipidae.

## Distribution
Les espèces de ce genre sont endémiques de Nouvelle-Zélande.

## Liste des espèces
Selon World Spider Catalog (version 16.0, 25/02/2015) :
- Tekella absidata Urquhart, 1894
- Tekella bisetosa Forster, 1988
- Tekella lineata Forster, 1988
- Tekella nemoralis (Urquhart, 1889)
- Tekella unisetosa Forster, 1988

## Publication originale
- Urquhart, 1894 : Description of new species of Araneae. Transactions of the New Zealand Institute, vol. 26, p. 204-218 (texte intégral).